# 루시아노
루시아노(이탈리아어: Lusciano)는 이탈리아 캄파니아주 카세르타도에 있는 코무네이다.